# Matyáš (evropsky významná lokalita)
Matyáš je evropsky významná lokalita vyhlášená v roce 2004. Lokalita je zahrnuta do soustavy Natura 2000. Předmětem ochrany je výskyt čolka velkého („Triturus cristatus“) .

## Popis oblasti

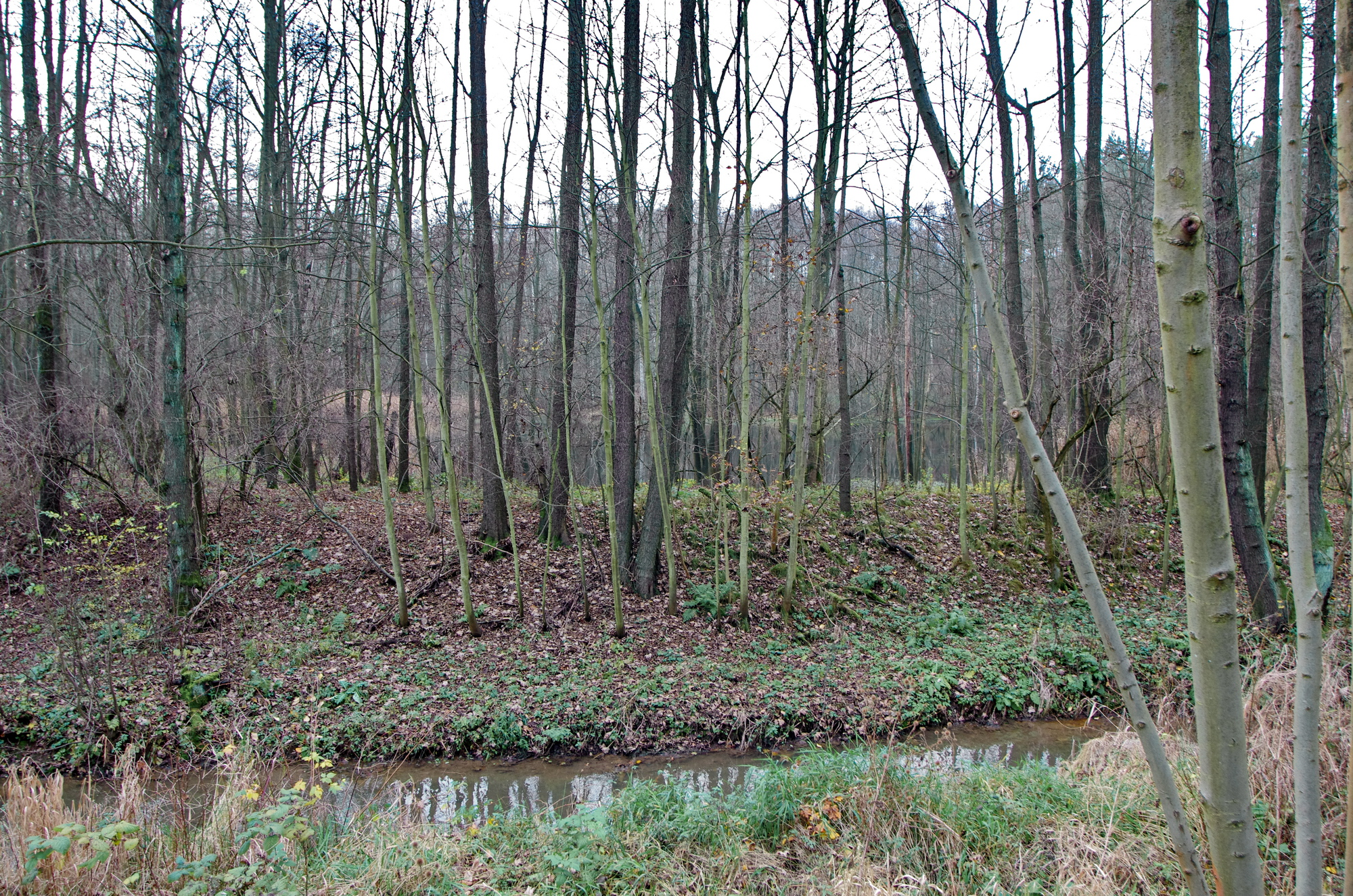
pohled na lokalitu od východu přes Lomnický potok

Lokalita se nachází v Sokolovské pánvi na pravém břehu Lomnického potoka, asi 1 km jižně od obce Lomnice, 1 km severovýchodně od obce Svatavy v Karlovarském kraji, v katastrálních územích Lomnice u Sokolova a Svatava. Převážná část území je částečně rekultivovaná výsypka hnědouhelných dolů v místě bývalé povrchové těžby dolu Kästner . Lokalita je porostlá stromy, převážně olšemi a břízami, místy téměř neprostupná. Nachází se zde několik menších rybníčků a mokřadů.